# Machynlleth
Machynlleth (phát âm [maˈχənɬɛθ] ⓘ), thỉnh thoảng được gọi tắt là Mach, là một thị trấn với quyền lập chợ và là một xã (community) ở hạt Powys, Wales và nằm trong danh giới lịch sử của Montgomeryshire (tiếng Wales: Sir Drefaldwyn). Nó nằm trong thung lũng Dyfi tại ngã tư của 1 tuyến đường A487 và A489. Theo điều tra dân số 2001, nơi đây có 2.147 dân, tăng lên 2,235 vào năm 2011.
Machynlleth là trụ sở của Nghị viện Welsh của Owain Glyndŵr năm 1404, và vì vậy được xem là "thủ đô cổ đại của xứ Wales". Tuy nhiên, nó chưa bao giờ được công nhận chính thức là một thủ đô. Thành phố từng đăng kí để được nâng lên địa vị thành phố vào năm 2000 và 2002, nhưng không thành công. Thành phố kết nghĩa của Machynlleth là Belleville, Michigan.

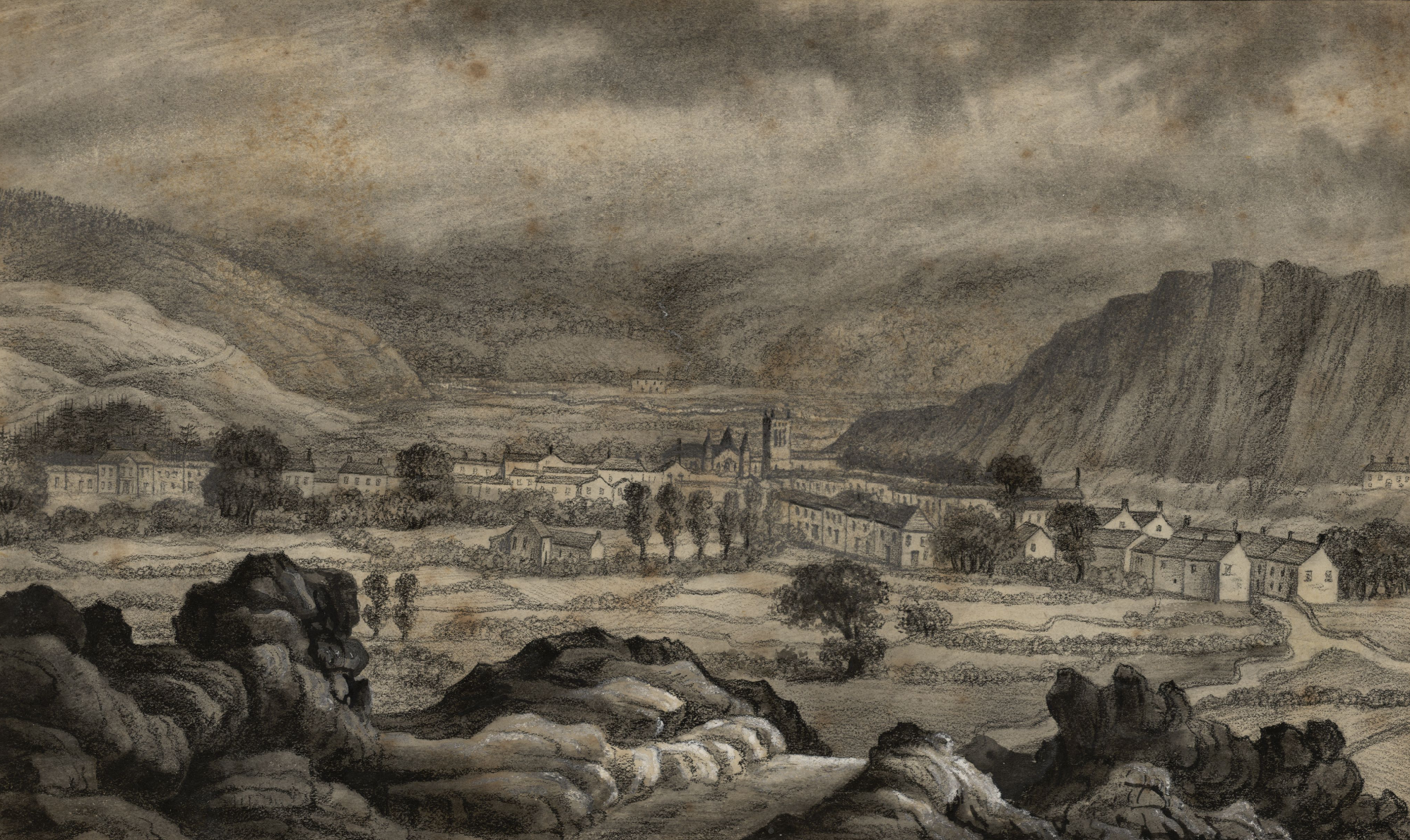
Machynlleth, c.1830